# Caddo Gap
Cet article possède un paronyme, voir Caddo.
Caddo Gap est un petit village du comté de Montgomery en Arkansas aux États-Unis dont la population est inférieure à 100 habitants. Il est situé entre Glenwood et Norman sur la rivière Caddo. Il est surtout célèbre pour avoir été le lieu ou l'expédition de l'explorateur Hernando de Soto combattit les indiens Tula, un groupe de la tribu des Caddos. 